# Jorge David López Fernández
Jorge David López Fernández (Turón, Asturias, España, 23 de abril de 1956), conocido como David, es un exfutbolista español que jugaba de centrocampista.

## Trayectoria
Comenzó su formación en la categoría de infantiles, en el equipo del colegio La Salle en Turón. En la temporada 1972-73, con dieciséis años, recaló en las filas del juvenil del Real Madrid C. F., entonces entrenado por el exjugador Paco Gento. Los malos resultados académicos motivaron que su padre lo llevase a estudiar en el Colegio de Los Agustinos de León y pasó la temporada 1973-74 en blanco, ya que el equipo de fútbol del colegio no estaba federado. Sin embargo, practicó otros deportes: atletismo, quedando campeón de 800 metros lisos y de salto de pértiga de León; y baloncesto, en la posición de base, clasificándose 6.º de España.
En la temporada 1974-75 fichó por el Real Sporting de Gijón, para jugar en su filial —entonces llamado Club Deportivo Gijón—, en el que disputó cuatro temporadas. En la 1978-79 se produjo su debut con el primer equipo del Sporting, en el encuentro contra el Club Atlético de Madrid de la primera jornada de Liga, que los asturianos ganaron por 4-1. Este debut le supuso convertirse en el primer jugador que dio el salto desde la Escuela de fútbol de Mareo al primer equipo del Sporting.
Las dos primeras temporadas como profesional en el Sporting, que quedó en la segunda y tercera posición de Liga, lo llevaron a participar en los Juegos Olímpicos de 1980, donde la selección española cayó eliminada en la primera fase tras empatar los tres encuentros disputados. En la campaña 1980-81, consiguió el subcampeonato de Copa del Rey con el Sporting, al ser derrotado en la final frente al F. C. Barcelona por 3-1. Igualmente, en la siguiente temporada, volvió a quedar subcampeón al perder la final, esta vez por 2-1 frente al Real Madrid. En esta temporada, además, jugó durantes unos meses en el Zamora C. F. mientras realizaba el servicio militar en la ciudad castellano-leonesa. Pese a las ofertas e interés de clubes como el Barcelona, el Valencia C. F. o el Atlético de Madrid, renovó su contrato con el Sporting, club en el que permaneció hasta la temporada 1984-85. La campaña previa a su retirada, la 1985-86, la disputó en el Levante U. D.

## Clubes
| Club                   | País   | Año       |
| ---------------------- | ------ | --------- |
| C. D. Gijón            | España | 1974-1978 |
| Real Sporting de Gijón | España | 1978-1981 |
| Zamora C. F.           | España | 1981-1982 |
| Real Sporting de Gijón | España | 1982-1985 |
| Levante U. D.          | España | 1985-1986 |